# Sarah Piccirillo
Pour les articles homonymes, voir Piccirillo.
Sarah Piccirillo, née le 27 septembre 2004, est une pratiquante de muay-thaï belge.

## Biographie
Sarah Piccirillo est médaillée de bronze dans la catégorie des moins de 60 kg aux Jeux européens de 2023.